# T.J. Houshmandzadeh
Touraj Houshmandzadeh Jr. (Barstow, 26 settembre 1977) è un ex giocatore di football americano statunitense che ha giocato nel ruolo di wide receiver nella National Football League (NFL).

## Carriera

### Cincinnati Bengals
Dopo avere giocato al college a football all'Università statale dell'Oregon, Houshmandzadeh fu scelto nel corso del settimo giro (204º assoluto) del Draft NFL 2001 dai Cincinnati Bengals. Giocò sporadicamente nella sua stagione da rookie e perse quasi tutto il 2003 per un problema al tendine del ginocchio. Nel 2004 partì come terzo ricevitore della squadra dietro Peter Warrick e Chad Johnson ma dopo l'infortunio di Warrick divenne il titolare assieme a Johnson, terminando l'annata con 73 ricezioni per 978 yard e 4 touchdown. Warrick fu poi svincolato durante il training camp 2005 e Houshmandzadeh rimase il titolare, andando a formare con Johnson una delle coppie di ricevitori più spettacolari della lega.
Malgrado fosse stato rallentato dagli infortuni nel 2006, guidò la squadra con 90 ricezioni e 9 touchdown. Lui e Johnson divennero i primi ricevitori della storia dei Bengals a superare le mille yard ricevute nella stessa stagione. Quella successiva fu la sua migliore annata, stabilendo un record di franchigia con 112 ricezioni, che pareggiarono anche l'allora record NFL di Wes Welker, venendo convocato per il suo primo Pro Bowl. L'anno seguente ricevette altri 92 passaggi, malgrado il quarterback titolare Carson Palmer fosse stato infortunato per la maggior parte della stagione.

### Ultimi anni
Il 2 marzo 2009, Houshmandzadeh firmò un contratto quinquennale del valore di 40 milioni di dollari coi Seattle Seahawks dove, nell'unica stagione ricevette 79 passaggi per 911 yard e tre touchdown. Svincolato il 4 settembre 2010, firmò un contratto annuale coi Baltimore Ravens. Disputò l'ultima stagione in carriera passando due mesi con gli Oakland Raiders nel 2011 in cui ritrovò Palmer come quarterback. Chiuse quell'esperienza con 11 ricezioni per 146 yard e un solo touchdown.

## Palmarès
- Convocazioni al Pro Bowl: 1

2007
- All-Pro: 1

2007

## Statistiche
| Ricezioni              | 627   |
| Yard ricevute          | 7.237 |
| Touchdown su ricezione | 44    |